# Castell de Montfort (Vitrac)
El castell de Montfort està situat a Vitrac (Dordonya), regat pel Dordonya al mig del Perigord negre a la regió d'Aquitània. S'edificà sobre un penya-segat cavat de grutes per les aigües del riu.
El castell era ocupat, al començament del segle xii, per un senyor que havia adoptat la religió càtar, Bernard de Casnac, que ajudat per la seva esposa Alix de Turenne, discrepava amb els catòlics dels voltants.
Però una simple sospita d'heretgia càtar era suficient en aquells temps per fer venir de molt lluny el temible Simó de Montfort. Aquest últim va assetjar el castell el 1214.
El castell de Montfort... assetjat per Simó de Montfort! Es tracta de fet d'una pura homonímia.
Segons la llegenda, la filla de Bernard de Casnac hauria estat cremada viva i freqüentaria encara el castell.
L'escriptor Jean Galmot va comprar el castell l'any 1919.